# Palazzi Bernini
Palazzo Bernini, o più appropriatamente i Palazzi Bernini, sono due edifici barocchi di Roma che si trovano ai civici 11 e 12 di via della Mercede, nel rione Colonna, noti per essere stati del famoso architetto e scultore Gian Lorenzo Bernini.

## Storia
Pietro Bernini, il padre di Gian Lorenzo, si trasferì a Roma nel 1606 e prese alloggio in una casa di fronte alla basilica di Santa Maria Maggiore, dove lui e suo figlio vissero per molti anni, anche se il posto era considerato fuori mano. Grazie a papa Urbano VIII Barberini, che gli commissionò molti palazzi, chiese e monumenti funebri, Gian Lorenzo divenne un uomo molto ricco, il che gli consentì di spostarsi in una abitazione più centrale (e anche in un luogo il cui sviluppo urbanistico era dovuto al Barberini): nel 1642 acquistò due edifici adiacenti in via della Mercede.
Nel primo, al numero 11, viveva Bernini, che aveva il suo studio al piano terra e che vi morì nel 1680. Questo edificio, venduto nel 1641 dalla marchesa Fulvia Naro a Gian Lorenzo, conserva al primo piano due lunette che ricordano episodi della vita di Bernini: in una è raffigurata la visita di papa Urbano VIII all'artista e nell'altra la consegna delle chiavi della Città Leonina a Bernini, in riconoscimento della sua attività artistica, in occasione della sua visita nel maggio 1665.
Sulla facciata del palazzo c'è il leone di san Marco, apposto dalle Assicurazioni Generali, che hanno acquistato gli edifici alla fine del XIX secolo. Il palazzo ha subito in quel periodo un rilevante restauro ma ha mantenuto l'aspetto originale, tra cui il grande portale rustico con conci a raggiera, inserito tra porte ad arco. Oltre al piano terra ci sono altri due piani con finestre architravate. In alto, sopra il cornicione, c'è l'attico. Accanto al portale c'è una lapide, messa nel 1882, che recita: "L'ANNO MDCCCXXXII VLTIMO DI SVA VITA QVESTA CASA ABITÒ L'ILLVSTRE ROMANZIERE SCOZZESE WALTER SCOTT DA EDIMBVRGO".
Anche l'edificio al civico 12 fu acquistato dalla marchesa Naro: inizialmente fu messo a rendita, affittando gli appartamenti. Nel XIX secolo è stato venduto e la facciata è stata rifatta in stile neorinascimentale. La facciata ha tre piani separati da ampie fasce marcapiano. Ogni piano ha, nella facciata, sette finestre, che nei primi due piani sono architravate e nell'ultimo hanno una semplice cornice. In alto c'è un cornicione sostenuto da mensole. Sulla strada si apre un portale rustico sormontato da un balcone e fiancheggiato da finestre architravate sotto la quali si trovano le piccole finestre del seminterrato, chiuse da grate in ferro battuto.
Una lapide con il busto di Gian Lorenzo Bernini, opera di Ettore Ferrari nel 1898, riporta la seguente epigrafe:"QUI VISSE E MORÌ GIANLORENZO BERNINI SOVRANO DELL'ARTE AL QUALE SI CHINARONO REVERENTI PAPI, PRINCIPI, POPOLI. IL COMITATO PER LE ONORANZE CENTENARIE COL CONCORSO DEL COMUNE POSE VII DIC MDCCCXCVIII". Sebbene sia molto elegante e suggestiva, l'iscrizione è stata apposta sull'edificio sbagliato, perché il palazzo in cui Bernini viveva è quello vicino, al numero 11. 
L'iscrizione afferma che papi e re si inginocchiarono davanti a Bernini, il che è probabilmente un'esagerazione. Bernini aveva una personalità gradevole e sapeva come usarla: era pronto a soddisfare le persone importanti per le quali lavorava, lasciando che credessero che seguisse i loro suggerimenti, ma nonostante ciò era molto consapevole del valore della sua arte e del suo valore come artista. Quando la regina Cristina di Svezia lo visitò, ad esempio, la accolse nel suo laboratorio ancora nei suoi abiti da lavoro, indicando così che la sua attività di artista aveva la precedenza sulle regole dell'etichetta
Nello studio stava la statua "Verità svelata dal Tempo", che aveva scolpito per sé stesso e che, acquistata nel 1958 dallo stato italiano, è allocata nella Galleria Borghese).
Una storia curiosa deriva dal fatto che questo edificio si affaccia sull'angolo sud-ovest del Palazzo di Propaganda Fide, che ha portato a un incontro, oggi molto famoso, tra Bernini e Borromini, che lavorava alla sua costruzione e che era stato responsabile della rimozione dall'incarico dall'odiato Bernini. Secondo la storia, per esprimere la sua soddisfazione, Borromini fece lavorare i suoi operai una notte intera decorando la finestra all'angolo del palazzo con due belle e vistose orecchie d'asino, uno scherzo con l'incapacità artistica di Bernini. Questi, la mattina dopo, guardando la finestra e la sua curiosa decorazione, pensò alla vendetta.
Quando si fece buio, si arrampicò sul soffitto del suo edificio e, lavorando sospeso, scolpì uno delle mensole del cornicione nell'inconfondibile forma di un pene. Purtroppo non è rimasto nulla di questa scultura fallica, "rimossa per motivi di decenza" dalle autorità.
Bernini lasciò una fortuna ai suoi eredi, che continuarono ad abitare i suoi palazzi: un ramo, originato dal secondo matrimonio di Mariano Bernini, andò ad abitare in un palazzo di fronte al Palazzo Ruspoli, in via del Corso, noto come Palazzo Manfroni Bernini.
Nel catasto gregoriano, prima metà del XIX secolo, i due edifici risultano proprietà del "cavalier Francesco Bernini, fu Mariano".